# Carlos Delgado
Carlos Anderson Delgado García conocido como Carlos "Calin" Delgado (Trujillo, 11 de mayo de 1959) Fue un futbolista peruano y jugó como delantero. Fue uno de los delanteros más importantes del fútbol de provincia de los años ochenta y se consagró goleador de la temporada 1989, con camiseta de Deportivo Junín.
Delantero recio y de área chica, se ganó un nombre propio en los regionales ochenteros e hizo de su apelativo un sinónimo de gol: 'Calín'. Por eso, cuando en 2009, a propósito del aniversario 50 del cuadro tricolor, DeChalaca lanzó una gran encuesta para elegir a los once futbolistas más significativos de la historia mannuccista y entre ellos al ídolo máximo del club, la votación por Delgado fue mayoritaria.

## Trayectoria
El ex crack carlista militó en los clubes de Primera División como jugador; en el Deportivo Municipal 1984; Club Carlos A. Mannucci 1985-1987; Liga de Portoviejo 1988; Deportivo Junín 1989-1990; Morba FBC 1991; CNI 1992; Centro Iqueño (1993); San Agustín 1994. Y como entrenador dirigió a Carlos A. Mannucci (2000, 2006-2007), Club Deportivo Cultural Volante de Bambamarca (Cajamarca), Juventud Bellavista.
Carlos Delgado es considerado el jugador más representativo de Carlos A. Mannucci, club en el que jugó de 1985 a 1987.
3 títulos del Regional Norte logró con Carlos A. Mannucci en (1985, 1987 y 1991).
14 dianas anotó con Deportivo Junín y se consagró el máximo goleador del Campeonato Descentralizado 1989.